# Karl Johan Ågren
Karl Johan Ågren, född 28 oktober 1905 i Hållnäs församling, Uppsala län, död 14 januari 1999 i Österlövsta församling, Uppsala län, var en svensk nyckelharpist, violinist och sågverksarbetare.

## Biografi
Ågren föddes 1905 i Hållnäs församling. Redan som barn lärde sig Ågren att spela nyckelharpa av sin morbror. Under 1920–talet gjorde han uppehåll från spelandet, för att på 1950–talet åter ta upp spelandet. Ågren spelade från början silverbasharpa men övergick 1964 till en kromatisk nyckelharpa, som var tillverkad av Konrad Andersson. Utöver att vara spelman, arbeta Ågren som sågverksarbetare.